# ニューハンプシャー (戦艦)
| USS New Hampshire BB-25 |                                                                                             |
| 艦歴                    |                                                                                             |
| 発注:                   |                                                                                             |
| 起工:                   | 1905年5月1日                                                                                |
| 進水:                   | 1906年6月30日                                                                               |
| 就役:                   | 1908年3月19日                                                                               |
| 退役:                   | 1921年5月21日                                                                               |
| その後:                 | スクラップとして売却                                                                        |
| 性能諸元                |                                                                                             |
| 排水量:                 | 16,000 t                                                                                    |
| 全長:                   | 456.3 ft (139 m)                                                                            |
| 全幅:                   | 76.9 ft (23.4 m)                                                                            |
| 吃水:                   | 24.5 ft (7.5 m)                                                                             |
| 機関:                   |                                                                                             |
| 最大速:                 | 18ノット                                                                                    |
| 航続距離:               |                                                                                             |
| 兵員:                   | 士官、兵員850名                                                                             |
| 兵装:                   | 12インチ砲4門、8インチ砲8門 7インチ砲12門、3インチ砲20門 1ポンド砲2門 21インチ魚雷発射管4門 |
| 航空機:                 |                                                                                             |
| モットー:               |                                                                                             |

ニューハンプシャー(USS New Hampshire, BB-25)は、アメリカ海軍の戦艦。コネチカット級戦艦の6番艦。艦名はニューハンプシャー州にちなむ。その名を持つ艦としては2隻目。本艦はドレッドノートの2年後に就役した、アメリカ海軍における最後の前弩級戦艦であった。

## 艦歴
ニューハンプシャーは1905年5月1日にニュージャージー州カムデンのニューヨーク造船所で起工し、1906年6月30日にヘイゼル・E・マクレーン（ニューハンプシャー州知事ジョン・マクレーンの娘）によって命名、進水、1908年3月19日に初代艦長キャメロン・M・ウィンズロー大佐の指揮下就役した。
ニューヨーク沖での整調後にニューハンプシャーは1908年6月26日、パナマのコロンに海兵隊遠征大隊を運ぶ。その後ケベック、ポーツマス、ニューヨーク、ブリッジポートへの儀礼訪問を行った。ニューヨークでのオーバーホールおよびカリブ海での演習の後、1909年2月22日にハンプトン・ローズでセオドア・ルーズベルト大統領の観閲を受け、グレート・ホワイト・フリートへ加わった。
その後は東海岸及びカリブ海で演習を続け、1910年11月1日に第2戦艦部隊と共にハンプトン・ローズを出航、フランスのシェルブールとイギリスのウェイマスを訪れた。12月30日にイギリスを離れ、1911年3月10日にバージニア州ノーフォークに帰還する。その後再びヨーロッパを訪問し、スカンジナビア、ロシア、ドイツの港を訪れた。艦隊がニューイングランドに戻ったのは1911年7月13日であった。
ニューハンプシャーは1912年の夏に海軍兵学校生の訓練巡航を行い、12月にはイスパニョーラ島近海の偵察巡航を行った。翌1913年の夏も海軍兵学校生の訓練を行い、1913年6月14日から12月29日までアメリカ合衆国の権益を守るためメキシコ水域を巡航した。その後1914年4月15日に再びメキシコ水域に戻り、ベラクルス占領の支援を行う。6月21日に北へ向かい、ノーフォークでのオーバーホールの後カリブ海と東海岸で訓練を行い、1915年8月にはふたたびベラクルスを訪れる。
ニューハンプシャーは1915年9月30日にノーフォークに戻り、北部水域での作戦活動を1916年12月2日まで続けた後サントドミンゴへ向かう。その後オーバーホールのため1917年2月にノーフォークへ戻り、アメリカ合衆国が第一次世界大戦に参戦したときは入渠中であった。オーバーホールの完了後は砲兵、機関兵の訓練を行い、9月15日に初めての船団護衛任務のためニューヨークからフランス沿岸まで輸送艦隊に同行した。大戦後は帰還兵の輸送任務に従事し、1918年12月24日にフランスを出港し帰還兵を東海岸に送り届けた。同任務は4回行われ、1919年6月22日に終了した後フィラデルフィアでのオーバーホールを受け、1920年6月5日に海軍兵学校生を乗艦させパナマ運河を通過、ハワイ及び西海岸の港を訪れる。ニューハンプシャーは9月11日にフィラデルフィアに帰還した。
ニューハンプシャーはハイチ水域での特別部隊の旗艦任務に1920年10月18日から1921年1月12日まで従事し、1月25日にはスウェーデンの大臣ヴィルヘルム・エクリーグレンの遺体を乗せストックホルムへ向かい、2月14日に到着した。ヨーロッパではキールとグレーヴセンドを訪れ、その後フィラデルフィアに3月24日帰還した。ニューハンプシャーはフィラデルフィアで1921年5月21日退役した。
ニューハンプシャーはワシントン海軍軍縮条約に従って1923年11月1日に廃棄するため売却された。